# Куприна (Брянская область)
Куприна — деревня в Карачевском районе Брянской области в составе Ревенского сельского поселения.

## География
Находится в восточной части Брянской области на расстоянии приблизительно 22 км по прямой на юг-юго-запад от районного центра города Карачев.

## История
Упоминалась с XVIII века, бывшее владение Веревкиных, Гревсов, Фроло¬вых и других, в XIX веке — сельцо. В середине XX века работали колхозы им. Суворова и им. Сталина. До 1964 года учитывалась как две отдельные деревни (Куприно 1-е и 2-е). В 1866 году здесь (деревня Карачевского уезда Орловской губернии) было учтено 35 дворов.

## Население
Численность населения: 471 человек (1866 год), 780 (1926)), 224 человек в 2002 году (русские 95 %), 202 в 2010.